# 史渐
史渐（1124年—1195年），字进翁，号东皋，鄞县（今浙江省宁波市鄞州区）人，南宋人物，是宰相史浩的堂弟，宰相史嵩之的祖父。

## 生平事迹
父亲史师木在史渐年幼时就去世了，史渐于是由母王氏抚养成人。四十岁时才入太学。史渐有儿子七人，其中有五人进士及第。由于子孙多为官宦，特别是孙子史嵩之为权相，祖以孙贵，被累封为太师和齐国公。
逝世后，葬于东钱湖上水下庄黄梅山南坡辨利寺后山（今下庄），太常博士哲学家叶适为其撰写了墓志。

## 遗迹
今浙江省宁波市下庄齐国公史渐墓石刻，始建于南宋绍熙五年（1195年）。